# خاکی (سرآب)
خاکی یکی از روستاهای شهرستان سرآب در استان آذربایجان شرقی است. خاکی در سمت غرب دشت وسیع سرآب واقع شده‌است که به خاکی‌دوزی یا همان دشت خاکی معروف است.
خاکی زادگاه شاعر سلیمان امینی است.
عالم نامی چون ملاجواد امین‌العلما سرآبی. 
خاکی قطب تولید محصولات کشاورزی به‌روز مدرن و مکانیزه و آبیاری قطره‌ای، بارانی و کلاسیک است. از جمله محصولات می‌توان به گندم، جو، کلزا، یونجه، سیب زمینی، کدو، … اشاره کرد. زمین‌های کشاورزی آبی روستای خاکی بالغ بر هزار هکتار و همچنین زمین‌های کشاورزی دیم روستای خاکی حدودا بیش از سه‌هزار هکتار است. در کل اراضی قابل کشت این روستا بیش از ۴۰۰۰ چهار هزار هکتار می‌باشد و هزار هکتار هم زمین بایر غیرقابل کشت و مرتع دارد. 
آب هوای آن سرد و معتدل کوهستانی است و در فصل بهار به دلیل رویش یونجه‌زار و مرتع‌های گندم و کُلزا و جو بسیار بسیار دیدنی است.
این روستا جمعیتی نزدیک به پانصد خانوار و بیش از هزار و پانصد نفر جمعیت دارد.
فاصله تا سرآب ۴۵ کیلومتر و با تبریز ۹۰ کیلومتر می‌باشد. همسایه دیوار به دیوار از سمت شرق با دوزدوزان و ارزنق از سمت غرب با کردکندی و اشتلق از شمال با مهربان و رجل‌آباد از جنوب هم با سرچشمه و شربیان همسایه و همکوشن است. خاکی از نظر آبادانی و توسعه بیشتر به یک شهر شبیه است تا یک روستا.

## تاریخ قبل از اسلام این روستا
خاکی قبل اسلام به نام (شیور) shivar شناخته می‌شد. شیور شهری آباد و خیلی بزرگ بود که به شکل شهری طولی که منطقه شرقی آن به دوزدوزان کنونی می‌رسید و مرکز آن خاکی کنونی و سمت غرب شهر به اشتلق کنونی می‌رسید به واسطه زلزله مهیب این شهر خراب شد و مردم آن اکثراً جانشان را از دست دادند و مابقی اندک مردم نیز در مکان فعلی روستا اسکان پیدا نمودند و نام آن محل (خاکی) khaki نام گرفت.